# Szápár
Szápár è un comune dell'Ungheria di 563 abitanti (dati 2001). È situato nella contea di Veszprém.